# Acroclisis camerounensis
Acroclisis camerounensis är en stekelart som beskrevs av Jean Risbec 1954. Acroclisis camerounensis ingår i släktet Acroclisis och familjen puppglanssteklar. Inga underarter finns listade i Catalogue of Life.